# Saga (ciutat)
Saga (佐賀市, Saga-shi) és una ciutat del Japó, capital de la prefectura de Saga, a l'illa de Kyūshū. Es troba al nord-oest de l'illa, a la badia de Shimabara. És un port de pesca i centre miner del carbó, i també té indústria siderúrgica, tèxtil i ceràmica.

## Ciutats agermanades
- Comtat de Warren i Glens Falls, Nova York, Estats Units d'Amèrica
- Yeonje-gu, Busan, Corea del Sud
- Lianyungang, Xina
- Limeira, São Paulo, Brasil